# Kathryn Hays
Pour les articles homonymes, voir Hays.
Kathryn Hays est une actrice américaine, née Kay Piper le 26 juillet 1934 à Princeton (Illinois) et morte le 25 mars 2022 à Fairfield, Connecticut,.

## Biographie
Connue principalement comme actrice de télévision, Kathryn Hays (nom de scène) contribue à trente-neuf séries à partir de 1962. Citons Bonanza (un épisode, 1964), Des agents très spéciaux (un épisode, 1965), Star Trek (un épisode, 1968) et New York, police judiciaire (un épisode, 1999).
Mais surtout, elle tient le rôle récurrent de Kim Hughes dans deux-cent-quarante-quatre épisodes du soap opera As the World Turns, entre 1978 et 2010.
Signalons aussi trois téléfilms, dont le western Yuma (en) de Ted Post (1971, avec Clint Walker et Barry Sullivan).
Au cinéma, Kathryn Hays apparaît dans seulement trois films américains, dont le western Marqué au fer rouge de Bernard McEveety (1966, avec Chuck Connors et Michael Rennie) et le film de guerre La Symphonie des héros de Ralph Nelson (1967, avec Charlton Heston et Maximilian Schell).
Au théâtre enfin, elle joue une fois à Broadway (New York) en 1962, dans la pièce The Moon Besieged de Seyril Schocken, aux côtés notamment de Robert Earl Jones et Anthony Zerbe.

## Filmographie

### Cinéma
(intégrale)
- 1963 : Ladybug, Ladybug de Frank Perry : Mme Forbes
- 1966 : Marqué au fer rouge (Ride Beyond Vengeance) de Bernard McEveety : Jessie Larkin Trapp
- 1967 : La Symphonie des héros (Counterpoint) de Ralph Nelson : Annabelle Rice

### Télévision
Séries (sélection)
- 1963 : Le Jeune Docteur Kildare (Dr. Kildare), saison 2, épisode 31 An Island Like a Peacock d'Elliot Silverstein : Gina Beemis
- 1963 : Route 66, saison 3, épisode 30 Shadow of an Afternoon : Judith Kane
- 1964 : Bonanza, saison 6, épisode 3 The Wild One/ L'étalon sauvage de William Witney : Prudence Jessup
- 1964 : Les Accusés (The Defenders), saison 4, épisode 13 King of the Hill de Paul Bogart : Katy Vronis
- 1964 : The Alfred Hitchcock hour, saison 3, épisode 16, One of the family  : Joyce Dailey
- 1965 : Le Virginien (The Virginian), saison 3, épisode 21 A Slight Case of Charity de Richard Benedict : Charity
- 1965 : Des agents très spéciaux (The Man from U.N.C.L.E.), saison 1, épisode 22 The See-Paris-And-Die Affair d'Alf Kjellin : Mary Pilgrim
- 1965 : Le Proscrit (Branded), saison 1, épisode 12 Very Few Heroes de Bernard McEveety : Christina Adams
- 1966 : Match contre la vie (Run for Your Life), saison 1, épisode 26 The Cruel Fountain de Stuart Rosenberg : Belle Frazer
- 1968 : Le Grand Chaparral (The High Chaparral), saison 2, épisode 4 Tornado Frances : Mlle Frances O'Toole
- 1968 : Mannix, saison 2, épisode 5 Au pied de l'arc-en-ciel (The End of the Rainbow) : Betsy Charnik
- 1968 : Star Trek, saison 3, épisode 12 L'Impasse (The Empath) de John Erman : Gem
- 1971 : Docteur Marcus Welby (Marcus Welby, M.D.), saison 3, épisode 3 In My Father's House : Ellen
- 1971 : Haine et Passion (Guiding Light), feuilleton, épisodes non-spécifiés : Leslie Jackson Bauer
- 1972 : Sam Cade (Cade's County), saison unique, épisode 20 L'Enlèvement (Ragged Edge) de George Marshall : Helen Derman
- 1999 : New York, police judiciaire (Law and Order), (saison 10, épisode 9 Le Soleil couchant) : Gloria Blumberg
- 2007 : New York, unité spéciale (Law and Order : Special Victims Unit) (saison 8, épisode 18 : Strictement personnel) : Jane Willet
- 1978-2010 : As the World Turns, soap opera, 244 épisodes : Kim Hughes
- 2010 : On ne vit qu'une fois (One Life to Live), soap opera, épisode 10622 Shiver Deep, Mountain High : Kim Hughes

Téléfilms (intégrale)
- 1969 : This Savage Land de Vincent McEveety : Elizabeth Reynolds
- 1970 : Cavale pour un magot (Breakout) de Richard Irving : Ann Baker
- 1971 : Yuma de Ted Post

## Théâtre à Broadway
(intégrale)
- 1962 : The Moon Besieged de Seyril Schoken : Martha Brewster